# アレクサンドル・バランジン
アレクサンドル・バランジン（Aleksandr Nikolayevich Balandin、ロシア語:Александр Николаевич Баландин、1953年7月30日-）は、ロシア・ソビエト連邦社会主義共和国モスクワ州フリャジノ出身の宇宙飛行士である。彼は既婚で、2人の子供がいる。1978年12月1日に宇宙飛行士に選ばれ、1994年10月17日に引退した。
ソユーズTM-9でフライトエンジニアとして179日1時間17分の間、宇宙に滞在した。ソ連邦英雄を受章した。